# Marguerite Stern
Marguerite Stern (Clarmont d'Alvèrnia, 24 novembre de 1990) és una polemista i antiga activista feminista francesa.
Antiga membre de FEMEN, fou la fundadora del moviment Collage féministe contra els feminicidis.
Criticada per les seves accions considerades transfòbiques per algunes feministes, va ser exclosa del moviment que va posar en marxa, diversos mesos després d'haver-lo abandonat. I a poc a poc s'apropà a Dora Moutot, i expressà posicions cada cop més properes a l'⁣extrema dreta francesa.

## Biografia
Filla d'un agent immobiliari immigrant portuguès i d'un agent de laboratori, Marguerite Stern va créixer en un poble d'⁣Alvèrnia. Després del batxillerat literari, va marxar d'Alvèrnia cap a París, on va començar els estudis d'arts plàstiques a París-VIII-Saint-Denis, que no acabà mai, i després estudià arquitectura a Brussel·les.

### Activisme a FEMEN
A la seva tornada a París el 2012, Marguerite Stern va deixar els seus estudis i va començar el seu compromís feminista dins de FEMEN. A finals d'octubre de 2024, presentà «les seves disculpes» a l'Església Catòlica per les seves accions passades durant les protestes contra l'oposició de l'Església al matrimoni entre persones del mateix sexe, i afirmà que havia evolucionat després d'haver «investigat la ideologia transgènere» i les «conseqüències nocives» de creure en aquesta ideologia.

#### Manifestació contra el moviment Civitas
El 18 de novembre de 2012, va participar en una acció del moviment Femen durant una manifestació de Civitas contra el matrimoni igualitari i va patir violència per part dels membres del partit polític. Acusada d'⁣insultar públicament als catòlics fonamentalistes, va ser absolta el 2 de gener.
També se l'acusa d'haver utilitzat extintors amb altres sis Femen com «arma per destinació». Després va obtenir una primera absolució el 2 de gener, i va ser absolta dels fets novament el 24 d'octubre de 2024.

#### Presó a Tunísia
El 29 de maig de 2013, va participar a Tunísia amb altres dos activistes en la primera acció de FEMEN en un país àrab en suport d'⁣Amina Sboui. Van ser arrestades i detingudes durant un mes a la presó de Manouba. El 12 de juny de 2013 van ser condemnades a 4 mesos i un dia de presó per "vulnerar la bona moral i la modèstia".

#### Al Marroc contra l'homofòbia
El 2 de juny de 2015, va formar part de la primera acció de FEMEN al Marroc, davant de la Torre Hassan de Rabat, on va fer un petó a una altra activista en topless. Segons un comunicat de premsa, aquesta acció pretenia "celebrar els drets LGBT al Marroc i denunciar la injustícia feta a la comunitat homosexual en aquell país". Set hores després de l'acció, van ser detingudes, interrogades durant sis hores, i després expulsades del territori.

### Compromís amb l'acollida dels refugiats
De 2015 a 2016, va donar classes de francès a la selva de Calais en suport dels refugiats que vivien allí.

### Collages contra el feminicidi
El febrer de 2019, va iniciar-se en l'elaboració de collages a França contra els feminicidis en forma de breus consignes, especialment a París i Marsella. Els seus collages estan composts per lletres negres pintades una a una sobre fulls blancs. El seu primer eslògan enganxat fou el de «Des dels 13 anys, els homes han comentat el meu aspecte físic al carrer».

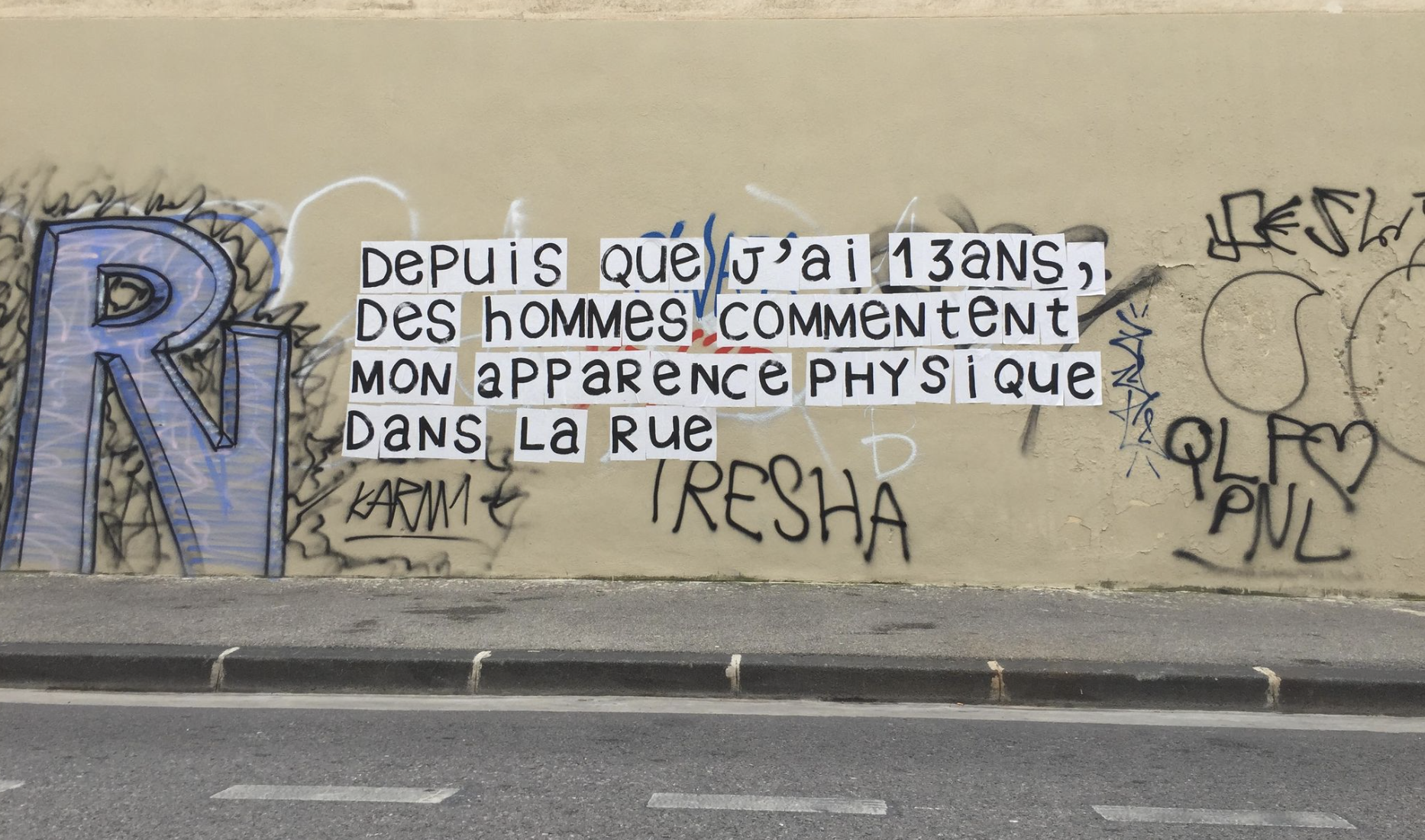
Primer collage amb estètica composta per fulls A4.

El 30 d'agost de 2019 va iniciar un collage col·lectiu contra els feminicidis. A més, va gestionar el funcionament del grup activista collage féministe de París i el llançament del moviment a escala nacional durant un mes, abans de deixar-lo de costat. Actualment, segueix ella sola enganxant pel seu compte.
A causa de la senzillesa del mode d'actuació i de l'augment del nombre de feminicidis a França, s'anaren formant grups de collage a les ciutats, però també en l'àmbit internacional, i els mitjans, a França i a l'estranger, s'interessaren pel fenomen. Aquests collages mostraren eslògans que pretenien conscienciar i denunciar la inacció dels poders públics per actuar amb eficàcia contra la violència contra les dones. Els missatges homenatjaven les víctimes del feminicidi, mostrant frases breus que descrivien les circumstàncies dels assassinats o que tenien un objectiu general.
El juliol de 2020, va obrir una casa okupa feminista, al districte 12 de París, "L'Amazones", que serví de quarter general per a les accions de collages, i lloc de creació per a dones, amb l'excepció notable de les dones trans, a les quals rebutjà. El lloc va ser evacuat un mes després.

## Vida privada
El 20 d'octubre de 2016, l'endemà d'un altercat amb homes del seu barri, una bala de 9 mm va colpejar la finestra del seu pis de Marsella en plena nit.

## Posicions i polèmiques

### Posicions preses contra l'ús del vel i la prostitució
Marguerite es presentà com a feminista "universalista", en contraposició al que ella anomenava feminisme "essencialista", declarant en particular que el vel islàmic, així com la prostitució, no era una qüestió de lliure albir.

### Posicions sobre transidentitat, acusacions de transfòbia i acostament a l'extrema dreta
El 22 de gener de 2020, després d'un collage a la ciutat de Montpeller demanant la inclusió de les dones trans en el moviment feminista amb el lema "germanes no cisTERF» (joc de paraules construït sobre "cis" (cisgènere) i «TERF» que significa "Trans -excloent feminista radical" o “feminista radical excloent les persones trans", i eslògan que es pot traduir com "aliats, no transfòbics"), es posicionà en contra del lloc que, segons ella, l'activisme trans havia esdevingut massa important en el moviment del collage i dins del feminisme, a través de Twitter. Afirmà en particular que ser dona és una qüestió de biologia i que l'activisme de les dones trans, consistent segons ella a reduir les dones a un conjunt d'estereotips patriarcals com el maquillatge o la roba, era insultant. Negà la condició de la dona a les persones assignades masculines en néixer, afirmant especialment: «Al llarg de la història, els homes han intentat silenciar les dones silenciant les seves revoltes. Avui ho fan des de dins infiltrant-se en les nostres lluites». Rebutjant, per tant, designacions com "persones amb vulves". Les seves posicions li van valer la reputació de "TERF" per les feministes interseccionals.
Arran d'aquestes declaracions, el compte d'Instagram Collages Féminicides Paris es desmarcà dels seus comentaris: «La discriminació sempre ha estat condemnada per nosaltres […]. Estem contra l'exclusió d'una part de les dones de la lluita, i la transfòbia no és un debat», i també declararen que ella estava exclosa del moviment que va cocrear, diversos mesos després d'haver-lo abandonat. Marguerite fou objecte de nombrosos insults a les xarxes socials, tant és així que el col·lectiu reaccionà i concretà refusant qualsevol voluntat de «matar la retòrica».
El febrer de 2020, Marguerite Stern va consignar, al costat de Christine Delphy i Fatiha Agag-Boudjahlat, un article escrit per Pauline Arrighi titulat «Trans: n'hi ha prou de proclamar-se dona per poder exigir ser considerada com a tal?». Aquesta columna, publicada inicialment al Huffington Post, després inèdita per la redacció que la va qualificar de transfòbica, fou reeditada per Marianne. El 26 de febrer de 2020, diverses personalitats i associacions van signar dues columnes a Libération titulades «Feminisme el debat sobre el lloc de les dones trans no té cabuda» i «A tu germana meva, germà meu, adelphe meva». Aquestes diferents posicions cristal·litzaven les dissensions dins dels collages contra els feminicidis. Marguerite Stern fou assetjada per les seves posicions, i l'assetjament arribà fins a les amenaces de mort, conduint-la a l'hospitalització psiquiàtrica per trastorn d'ansietat generalitzada. Per la seva banda, ella continuaria els atacs contra les persones trans a les xarxes socials, arribant a inventar problemes d'aquestes.
El setembre de 2021, set autores es van retirar d'una fira del llibre feminista perquè es van negar a participar amb Marguerite Stern i Dora Moutot a qui consideraven transfòbiques.
L'agost de 2022, Marguerite va signar conjuntament amb Dora Moutot un article publicat a Marianne dirigit a Élisabeth Borne, en què s'oposaven a un cartell de planificació familiar que representava un home embarassat, jutjant que «utilitza el vocabulari utilitzat pels activistes transactivistes». Segons Mediapart, el text de Marguerite i Dora fou «retransmès de manera aclaparadora per activistes, mitjans de premsa o personalitats d'extrema dreta».
El lloc web Arrêt sur images informà aleshores que el "femellisme", un moviment impulsat per Dora Moutot i Marguerite Stern, era rebutjat per moltes feministes «per la seva transfòbia», però també per moltes dones que no volien ser etiquetades com a "femelles", una retòrica utilitzada per Marguerite Stern. Segons el periodista, el moviment s'adheria a la teoria de la conspiració sobre el «finançament del lobby trans» i mantenia una aproximació a la ideologia ultraconservadora o d'extrema dreta. Les dues activistes rebutjaren el dret de resposta qualsevol acusació de transfòbia i d'acostament a l'extrema dreta o al feixisme. Especificaren que segons elles, el feminisme és sobretot una lluita «contra l'opressió que pateixen les dones pel seu sexe». Libération criticà les dues activistes per connexions ideològiques i obsessions comunes amb les activistes contra el matrimoni i l'adopció per part d'homosexuals de La Manif pour tous i l'extrema dreta. A més, uns mesos després, Marguerite Stern donà suport a una coneguda figura de l'extrema dreta: Julien Rochedy, masclista i antic director nacional del Front Nacional de la Joventut entre 2012 i 2014. El setembre de 2024, va donar una conferència a l'⁣Institut de Ciències Socials, Econòmiques i Polítiques fundat per Marion Maréchal, figura política d'extrema dreta a França.
Dora Moutot i Marguerite Stern van ser rebudes poc després per les diputades de Renaixement Caroline Yadan i Aurore Bergé, fet que va provocar protestes d'altres dos càrrecs electes de LREM, Pierre Karleskind i Raphaël Gérard, aquest últim denunciant per part de Caroline Yadan un «vocabulari que fa ressò del discurs d'odi que s'escolta a Polònia o Hongria». Poc després d'aquesta reunió, Aurore Bergé va presentar una esmena per prohibir als homes trans l'accés a l'avortament.
Entrevistada el setembre de 2022 per Libération, Marguerite Stern negà ser transfòbica, explicant: «No sóc transfòbica perquè dic que una dona trans és un home i no lluito contra persones trans sinó contra la ideologia trans. De la mateixa manera que no sóc islamòfoba perquè dic que l'islam és una merda, ni antisemita perquè dic que la religió jueva és una merda, ni "comunistofòbica" perquè dic que el comunisme és una merda.».
L'abril de 2023, va visitar Nantes, a la conferència anual organitzada pel Comité Laïcité République Pays de la Loire al Château des Ducs de Bretagne, per a una conferència titulada «Cinc anys després de #MeToo, on és el feminisme?» però l'acte fou cancel·lat a causa de les amenaces rebudes. Finalment, la conferència es reprogramarà en una sala del Senat, i finalment es mantingué la seva aparició pública.
El juliol de 2023, Marguerite Stern es va oposar a l'esmena de La França Insubmisa que proposava que una dona transgènere pogués ser empresonada en una presó de dones.

#### Polèmica al voltant del llibreTransmania
L'abril de 2024, l'Ajuntament de París es va oposar a la promoció en cartells publicitaris d'un llibre que va escriure amb Dora Moutot, Transmania. Segons el primer diputat, Emmanuel Grégoire, l'obra propagava un «discurs d'odi» cap a les persones transgènere, que «va en contra dels valors de la ciutat de París». Dora Moutot denuncià que allò era «un acte de censura» després que JCDecaux retirés la publicitat.
El 20 d'abril de 2024, SOS Homophobia va anunciar que havia presentat una denúncia contra Dora Moutot i Marguerite Stern pel seu llibre Transmania, l'associació denunciava l'«odi a les persones trans».
El dilluns 6 de maig de 2024 s'anuncià una conferència sobre el llibre a la Universitat de París-Panthéon-Assas a iniciativa de l'⁣Estudiant Cockade, provocant polèmica en associacions d'estudiants d'esquerra i el senador comunista de París Ian Brossat sol·licitant la seva cancel·lació. Finalment, es va celebrar sota protecció policial en un centre annex, mentre que davant es va fer una contramanifestació de 150 persones de protesta.
L'estiu de 2024 Marguerite participà en la universitat del partit d'extrema dreta Reconquête liderat per Éric Zemmour.

### Rebuig al feminisme
El juliol de 2023, Marguerite va expressar el seu rebuig al feminisme a causa de l'evolució de les lluites feministes que considera negativa. Així que ara ella es definiria com a "femella" i s'acostà a l'activista masclista d'extrema dreta Julien Rochedy, les posicions del qual deia compartir.

## Obra escrita

### Assajos
- FEMEN, Manifeste FEMEN, éditions Utopia, 2014 ISBN 978-2919160174.
- Héroïnes de la rue, Manifeste pour un féminisme de combat, éditions Michel Lafon, 2020[50] ISBN 978-2749943961.
- avec Dora Moutot, Transmania, Magnus, 2024.[50]

### Podcasts
- Conversations avec Marie, mars 2019
- Héroïnes de la rue, avril 2019[51]
- Le dernier homme, avril 2021
- Écoutez les survivantes, juin 2021
- Ma fortune, mars 2022
- Au peuple des femmes, mai 2022